# Leutersdorf (Saxe)
Pour les articles homonymes, voir Leutersdorf.
Leutersdorf (Leckerschdurf en haut-lusacien) est une commune de Saxe (Allemagne), située dans l'arrondissement de Görlitz, dans le district de Dresde.

Situation dans l'arrondissement de Görlitz.

## Géographie
Leutersdorf est située au sud de la Haute Lusace, près de la frontière germano-tchèque. Elle est mitoyenne avec les municipalités de Seifhennersdorf, Großschönau et Varnsdorf (Tchéquie) au sud, Neugersdorf au nord-ouest, Eibau au nord et Oderwitz à l'est. Elle comporte les quartiers de Folge, Hetzwalde, Leutersdorf, Neuwalde, Sorge et Spitzkunnersdorf.
La commune fait partie du fuseau horaire Heure normale d'Europe centrale (HEC) à l'heure d'hiver (UTC+1), et Heure avancée d'Europe centrale (HAEC), à l'heure d'été (UTC+2).

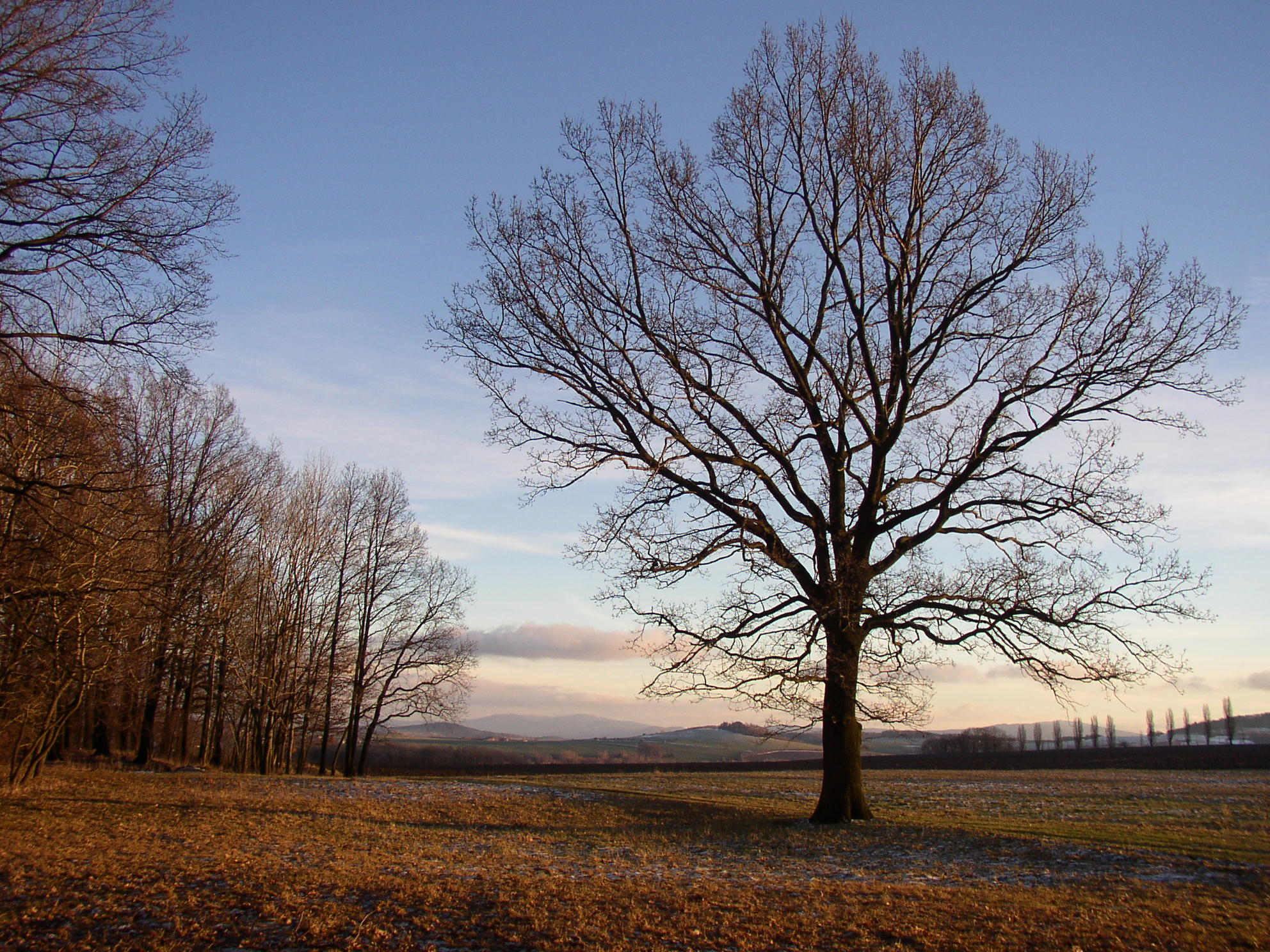
Vue de Leutersdorf, à partir de Heinrichshöhe.

Le périmètre de la commune comprend plusieurs petites élévations :
- Oberoderwitzer Spitzberg (510 m).
- Spitzkunnersdorfer Spitzberg (471 m).
- Varnsdorfer Spitzberg (544 m).
- Wacheberg (452 m).

### Climat
| Mois                              | jan. | fév. | mars | avril | mai | juin | jui. | août | sep. | oct. | nov. | déc. | année |
| --------------------------------- | ---- | ---- | ---- | ----- | --- | ---- | ---- | ---- | ---- | ---- | ---- | ---- | ----- |
| Température minimale moyenne (°C) | −4   | −3   | 0    | 3     | 8   | 11   | 12   | 12   | 10   | 6    | 2    | −2   |       |
| Température maximale moyenne (°C) | 1    | 3    | 7    | 13    | 18  | 21   | 23   | 23   | 19   | 13   | 7    | 3    |       |
| Précipitations (mm)               | 48   | 38   | 38   | 51    | 66  | 71   | 71   | 74   | 53   | 46   | 51   | 56   | 663   |

## Personnalités liées à la commune
- Aloys Scholze (mort en 1942 au camp de concentration de Dachau), prêtre catholique de Leutersdorf.
- Konrad Beyreuther (né en 1941), professeur de biologie moléculaire à l'Université Ruprecht-Karl de Heidelberg, ancien conseiller d'Etat pour la Protection de la vie et de la santé dans le gouvernement régional du Bade-Württemberg.
- Siegfried Pilz, cycliste artistique.

## Démographie

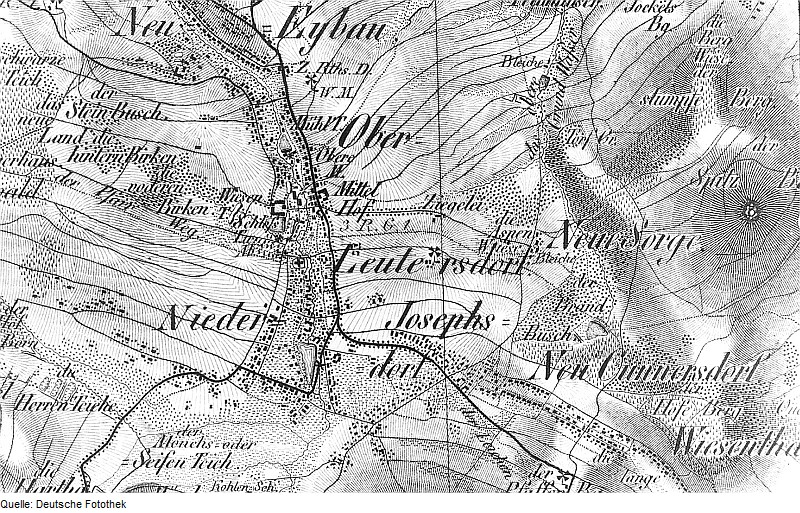
Carte de 1844/1846.

| 2006  | 2007   | 2008  | 2009  |
| ----- | ------ | ----- | ----- |
| 4 137 | 4 034, | 4 015 | 3 951 |

## Histoire
La première trace écrite de Leutersdorf remonte à 1347, sous le nom de Lutgersdorf ou Luitgersdorf. La même année, Spitzkunnersdorf est mentionné, pour la première fois, comme paroisse de Cunarsdorf, puis Connersdorf en 1384. Au cours des XVe et XVIe siècles, les villages sont répartis, de nombreuses fois, entre différentes seigneuries.
Mittelleutersdorf, Oberleutersdorf et Cunnersdorf passent, en 1635 et comme toute la Haute-Lusace, sous la suzeraineté de l'électeur de Saxe. D'autres parties de la commune actuelle, comme Niederleutersdorf, qui appartenaient au fief de Rumburg, restent dans le royaume de Bohême. Les seigneurs de Rumburg sont, depuis 1681, membres de la maison de Liechtenstein. Au XVIIIe siècle apparaissent les villages de Josephsdorf, Neuwalde et Neuleutersdorf. Un juge de paix est nommé en 1784 dans ce dernier village, qui devient alors une commune indépendante. Cependant, les habitants catholiques sont rattachés à la paroisse de Rumburg. À la fin du XVIIIe siècle, une bande de voleurs, dirigée par le baron Jan Karásek, sévit aux alentours de Leutersdorf, où elle a son repaire.
Jusqu'en 1848, la ville est une enclave tchèque en territoire saxon. Cette année-là, elle est rattachée à la Saxe. Neuwalde, près de Niederleutersdorf, devient une commune en 1849. Mittelleutersdorf et Oberleutersdorf sont réunis en une seule commune en 1870. En 1907, la fusion de Niederleutersdorf, Oberleutersdorf, Mittelleutersdorf, Josephsdorf et Hetzwalde forme la commune de Leutersdorf, à laquelle se joint, en 1922, le village catholique de Neuleutersdorf. Le 12 juillet 1925, l'hôtel « Lohses Gasthof » accueille la réunion des espérantistes de Saxe, Bohême et Silésie.
Entre 1952 et 1990, Leutersdorf fait partie de l'arrondissement de Zittau, puis de l'arrondissement rural de Zittau, de 1990 à 1994. Du 1er août 1994 au 1er août 2008, la commune est rattachée à l'arrondissement de Löbau-Zittau. Le 1er janvier 1998, Spitzkunnersdorf est, à son tour, rattaché à la commune de Leutersdorf. Celle-ci fait partie de l'arrondissement de Görlitz depuis le 1er août 2008.

## Monuments
Comme conséquence de l'histoire particulière de Leutersdorf, le village possède deux églises.
L'église paroissiale catholique de l'Assomption est construite en 1862, sur des plans de l'architecte Carl August Schramm, de Zittau, un élève de Karl Friedrich Schinkel. Une particularité de ce bâtiment néo-gothique est sa couverture en tuiles plates colorées.
L'église évangélique luthérienne du Christ est parente de l'église de la Croix de Seifhennersdorf. Ce bâtiment néo-gothique est aussi conçu par Carl August Schramm en 1865. Il remplace une église de 1690. L'édifice, fermé en 2004, pour cause de vétusté, est rouvert en 2006, après une rénovation complète. Une autre église évangélique luthérienne se trouve à Spitzkunnersdorf.

## Manifestations
- Chant de la Pentecôte dans le quartier de Spitzkunnersdorf, le lundi de Pentecôte à Hofeberg.
- Grande course de caisses à savon, à Spitzkunnersdorf, chaque dernier samedi de juin.
- Fête d'été des associations, au terrain de sport de Spitzkunnersdorf, le premier week-end d'août.
- Fête du Fonds des Nations unies pour l'enfance (Unicef), à Spitzkunnersdorf, en septembre.
- Semaine européenne d'échecs, avec trois tournois à différents niveaux[4].

## Tourisme
Leutersdorf compte un hôtel, le Café und Pension Blaue Steine.